# Маурітс Ендрікс
Маурітс Ендрікс (нід. Maurits Hendriks, 1 січня 1961) — нідерландський хокеїст на траві та тренер. У 1980-х роках грав на позиції голкіпера за клуб Енсхеде.